# Gaanman Gazon Matodja Award

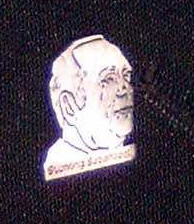
De speld die behoort bij de Gaanman Gazon Matodja Award

De Gaanman Gazon Matodja Award of in het Okanisi: Gaanman Gazon Matodja Daa, is de hoogste Marron-onderscheiding. Zij is in 1996 ingesteld door het Marroninstituut stichting Sabanapeti te Utrecht, en vernoemd naar de in 1904 geboren gezaghebbende, oudste en langstzittende gaanman (hoogste leider) van de Okanisi Marrons van Suriname, Gazon Matodja (1966-2011).
De Gaanman Gazon Matodja Award wordt toegekend aan personen en instellingen die zich voor de Surinaamse samenleving in het algemeen, en de Marronsamenleving in het bijzonder, duidelijk zichtbaar verdienstelijk hebben gemaakt. Onderscheiden kunnen worden mensen en instellingen die voor de bijzondere wijze waarop zij aan hun activiteiten inhoud hebben gegeven, waardering en erkenning verdienen vanuit de samenleving.
In Nederland wordt de prijs in principe uitgereikt op de jaarlijkse Mitimakandiidei (Ontmoetingsdag) van stichting Sabanapeti in Utrecht; bij hoge uitzondering ook op een ander tijdstip en plaats. In Suriname wordt de prijs op wisselende momenten uitgereikt, in de regel in het najaar.

## Lijst van gedecoreerden
Paramaribo, 13 april 2024
- Thomas Amoelibie, basiya (buiten dienst)

- Tresna Pinas, docent, Marroncultuurdrager en -danskunstenaar, sociaal-cultureel werker

Utrecht, 28 mei 2023
- Kenrich Cairo, tandtechnicus, documentaire maker, Marronactivist

- Max Lante, fotograaf

Paramaribo, 11 juni 2022
- Antoine Lamoraille, cultuurkenner, kunstenaar, voorzitter Centre Culturel Mama Bobi
- Juliana Semie, cultuurkenner
- André Misiekaba sr., oud vicevoorzitter van ABJO, oud directeur van de Spaar- en Kredietcoöperatie De Schakel, geestelijke leider, directeur-eigenaar van d’Ami Consultancy
- Consuela C. Maai, directeur-eigenaar van BDC Saamaka Gangasa

### Paramaribo, 19 september 2021
- Marcel Pinas, kunstenaar[1]
- Akese Paitoe, voetbaltrainer[1]

### Diitabiki, 24 augustus 2011
(Door gaanman Gazon Matodja persoonlijk uitgereikt)
- Do Amedong
- Kabiten Noejoe Moiboi
- Toni Amedong
- Antonius Koboleng

### Utrecht, 25 april 2010
- Prof.dr. Richard Price, antropoloog, publiceert over de Saamaka Marronsamenleving
- Prof.dr. Sally Price, antropoloog, publiceert over de Saamaka Marronsamenleving

### Paramaribo, 24 april 2009
- Dr. Christiaan Hendrik Eersel, linguïst, Sranankundige
- Hillary Y. Sanches-de Bruin, hoofd Cultuurstudies (ministerie van Onderwijs en Volksontwikkeling, Suriname)
- E.O. Severinus Schmidt alias Paké, Marron traditionele natuurgeneeskundige, tropische medicinale kruidenspecialist
- Saiwini 'Maria' Dewinie, artieste, Marron klassieke danseres, voorzitter culturele vereniging Kifoko

### Utrecht, 5 april 2009
- Stichting Ondersteuning Onderwijs Marowijne
- Dr. C.N. Dubelaar, neerlandicus, kenner van petrogliefen en het Afákaschrift, het Okanisi  Marron syllabeschrift (postuum)
- Mr. L.J. Verhulst, oud-wethouder Internationale Samenwerking van de gemeente Utrecht
- Mr. A.J. Eijkman, oud-secretaris van de Stichting Internationale Solidariteit Utrecht (SISU)
- Prof.dr. Michiel van Kempen, hoogleraar Universiteit van Amsterdam, kenner van de Surinaamse literatuur

### Tilburg, 29 juni 2008
- Drs. Eduard Dap, voorzitter WST (Welzijnsstichting voor Surinamers in Tilburg e.o.)
- Zuster Gerda Van Dooren FMM

### Amsterdam, 23 maart 2007
- Frits van Troon, etnobotanicus

### Utrecht, 6 februari 2007
- Mr. Annie H. Brouwer-Korf, burgemeester van Utrecht
- Marie-Thérèse L.H. van Heteren-Hogenhuis, oud-Voorzitter Stichting Internationale Solidariteit Utrecht

### Paramaribo, 5 oktober 2006

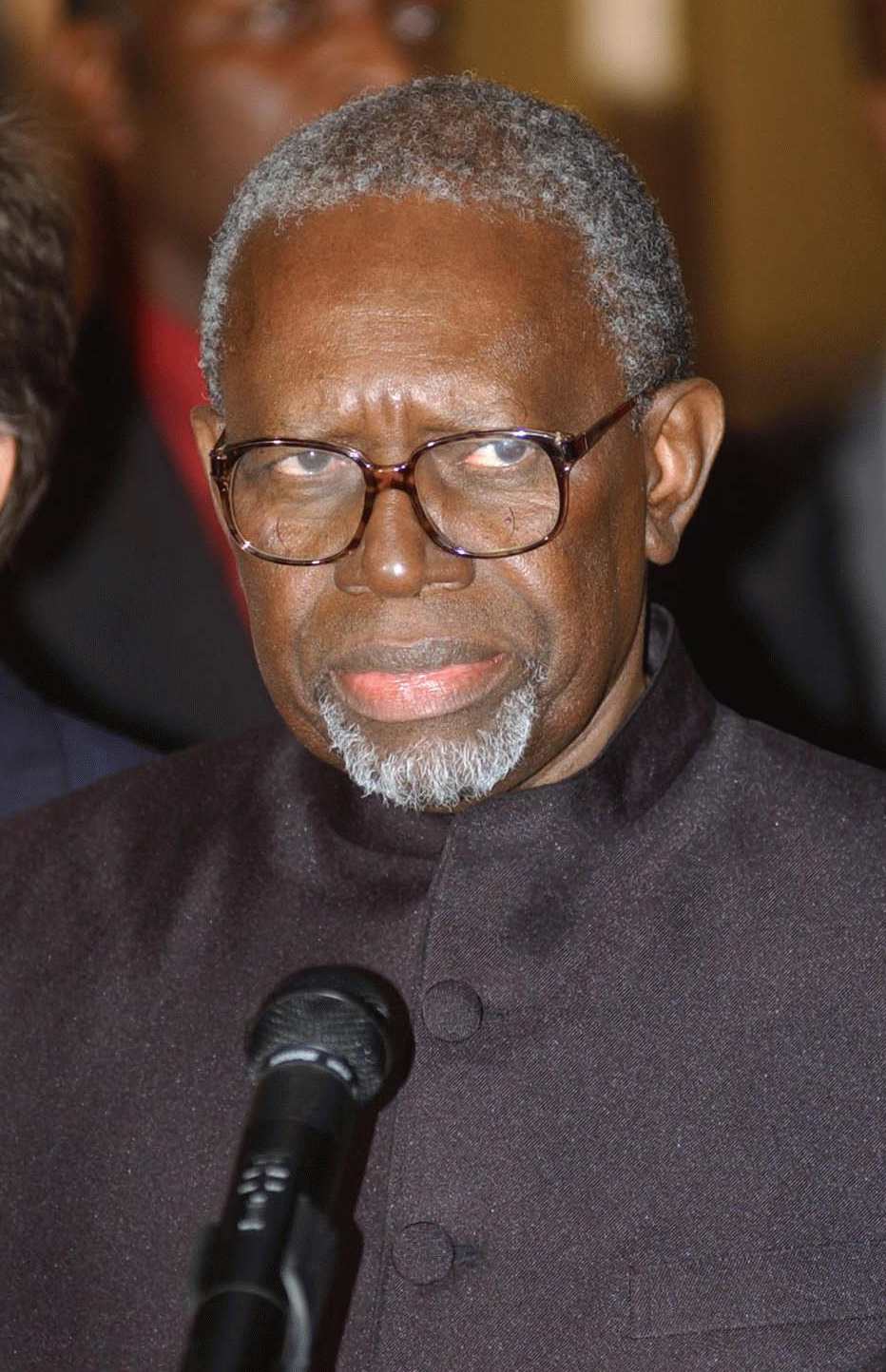
R.R. Venetiaan

- Drs. Runaldo Ronald Venetiaan, President van de Republiek Suriname
- Wim Joosten, pater
- Mr. Hermes Richène M. Libretto, oud-districtscommissaris, consul-generaal van Suriname in Frans-Guyana
- Robin Raveles (R. Dobru), dichter (postuum)

### Paramaribo, 16 december 2005
- Bill Pryor, politicus
- Drs. Fidelia Graand-Galon, socioloog, voorzitter Marron Vrouwen Netwerk
- Caprino Alendy, politicus
- Libi Bribi, drummer, cultureel werker
- Robert Asoitie, cultureel werker, opbouwwerker
- Merida Dapaloe, cultureel werker, opbouwwerker

### Paramaribo, 2 augustus 2005
- Sten Pieka, schilder, beeldhouwer, sociaal werker, vertegenwoordiger stichting Sabanapeti in Suriname,  (postuum)

### Utrecht, 11 oktober 2003
- Patricia Pryor, basiya van de Okanisi in Nederland, voorzitter Loweman Paansu, promotor van de pangidracht
- Erna Aviankoi, journalist
- Wilfred P. Riebeek, voorzitter stichting Cottica

### Paramaribo, 17 februari 2003

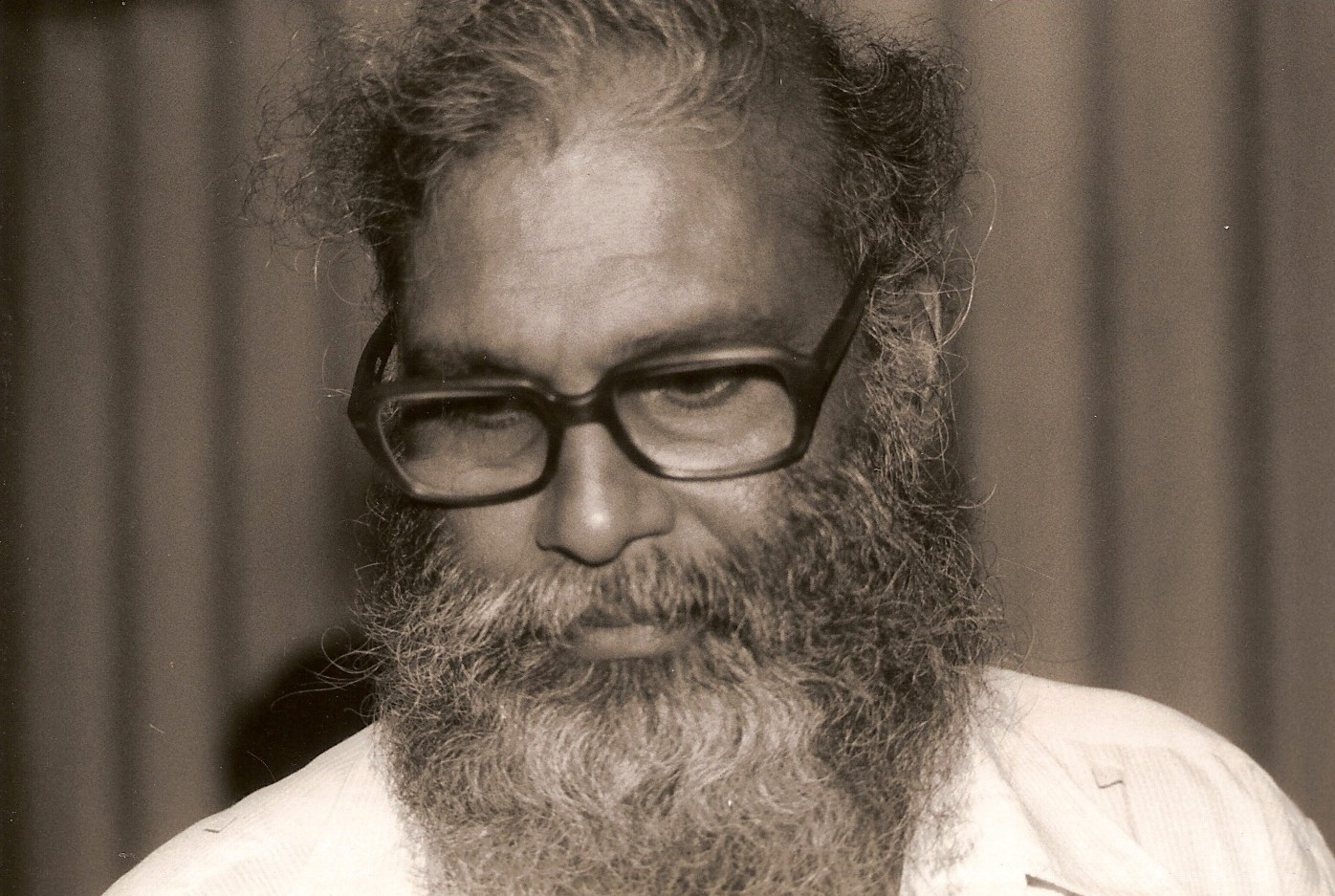
De dichter Bhai

- Kabiten Anikel Awagie, drummer, kabiten van de Saamaka
- Dr. James Ramlall, dichter, voormalig hoofd Cultuur v/h ministerie van Onderwijs en Cultuur
- Paul Abena, radioprogrammamaker, journalist
- Lina Toto, zangeres
- Jawli Pinas, zangeres
- Henk Tjon, theatermaker
- Ifna Vrede, actrice
- Wilgo Baarn, acteur

### Diitabiki, 6 februari 2003
- Basiya Konu Afinali, basiya van het dorp Tabiki a/d Tapanahony in Suriname (uitgereikt door gaanman Gazon Matodja)
- Wasigo Joje, Kumantikenner (uitgereikt door gaanman Gazon Matodja)
- Kabiten  Bolon, kapitein van de Aukaners, apintidrummer (uitgereikt door gaanman Gazon Matodja)
- Basiya Moli Sentele, basja van de Aukaners, apintidrummer (uitgereikt door gaanman Gazon Matodja)

### Den Haag, 27 augustus 2002
- The Cosmo Stars
- Live Mo Bradi Banti
- Imro Lont

### Diitabiki, 11 juli 2002
- Drs. Henna Malmberg-Guicherit, antropoloog, vertegenwoordiger stichting Sabanapeti in Suriname (uitgereikt door gaanman Gazon Matodja)

### Utrecht, 26 mei 2002

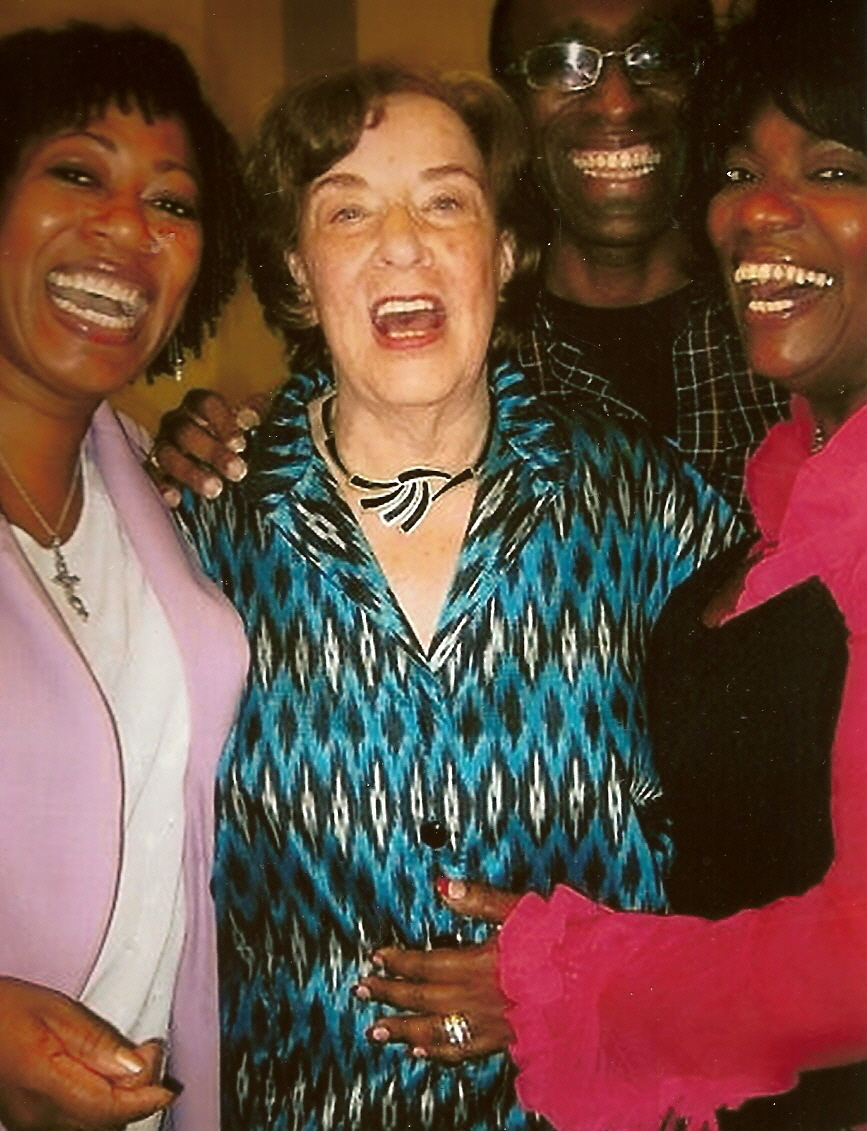
Silvia de Groot op haar 90ste verjaardag, met v.l.n.r. jazz-zangeres Denise Jannah, fluitist Ronald Snijders en actrice Gerda Havertong

- Drs. Carry-Ann Tjong Ayong, dichter, voorzitter stichting Vice Versa
- Laetitia van Assen, basiya van de Okanisi Marrons in Nederland
- Micolina Aloekoejana-Jaris
- Drs. Johan C. Jonas, politicus, basiya van de Okanisi Marrons in Nederland
- Dr. Silvia W. de Groot, historicus
- Celestine Raalte, dichter
- Astrid Spier, maatschappelijk werkster
- Rob Jansen

### Utrecht, 18 november 2000
- Truus L. Koningsbloem, coördinator secretariaat stichting Sabanapeti
- Drs. M. Carla Diemont, secretaris bestuur stichting Sabanapeti
- Drs. Mathijs A.M. Ornstein, adviseur en projectduwer van stichting Sabanapeti
- Lucia Ducastel, kunstenaar
- Dr. Wilhelmina van Wetering, antropoloog
- Kensly G. Vrede, voorzitter stichting Dufuni
- Drs. Thomas S. Polimé, antropoloog
- Noeki André Mosis, dichter, muzikant, basiya van de Okanisi Marrons in Nederland
- Emmy Boland, gepensioneerd verpleegkundige. Was jarenlang werkzaam langs de Boven-Surinamerivier en in het Tapanahonygebied in het binnenland van Suriname

### Utrecht, 19 augustus 2000
- Gaanman Gazon Matodja, leider van de Okanisi Marrons
- Jopie Matodja, kleinzoon en secretaris van de gaanman

### 12 augustus 2000

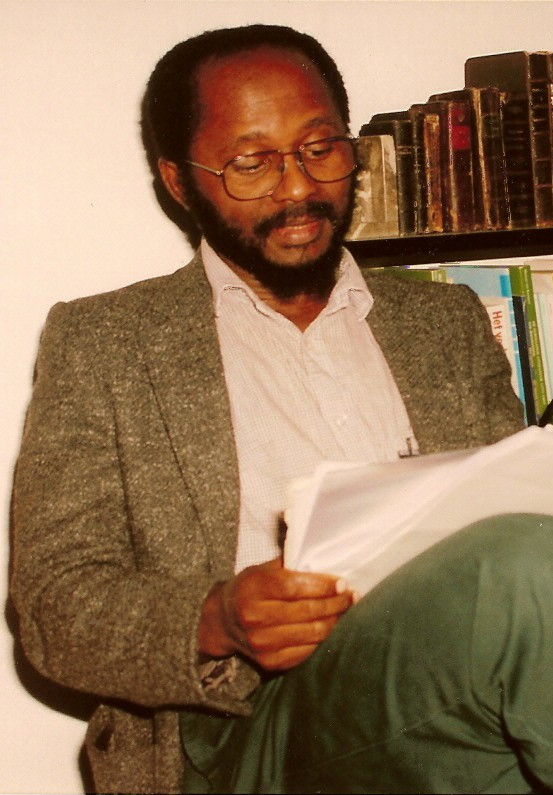
Kabiten André R.M. Pakosie, de eerste die de prijs ontving

- André R.M. Pakosie, kabiten van de Okanisi Marrons in Nederland, voorzitter stichting Sabanapeti, geschiedschrijver, deskundige op het gebied van de Marroncultuur en -geschiedenis, natuurgeneeskundige (uitgereikt door gaanman Gazon Matodja)